# 小行星1872
小行星1872（1872 Helenos）是一颗围绕太阳公转的小行星。1971年3月24日，C. J. 万·豪敦、I. 万·豪敦-格勒内费尔德、T. 赫雷爾斯在帕洛马山发现了此天体。
該小行星以希臘神話的人物赫勒諾斯命名。
这颗小行星的绝对星等为116.78252等。